# Atheta sparsepunctata
Atheta sparsepunctata är en skalbaggsart som beskrevs av Max Bernhauer 1907. Atheta sparsepunctata ingår i släktet Atheta och familjen kortvingar. Inga underarter finns listade i Catalogue of Life.